# プファルツ選帝侯家のカール1世ルートヴィヒとその弟ルパート
『プファルツ選帝侯家のカール1世ルートヴィヒとその弟ルパート』（プファルツせんていこうけのカールいっせいルートヴィヒとそのおとうとルパート、仏: Portraits des princes palatins, Charles-Louis Ier, électeur, et de son frère Robert、英: Portrait of Charles Louis Elector Palatine and his brother, Rupert of the Palatinate）は、フランドルのバロック期の巨匠アンソニー・ヴァン・ダイクがキャンバス上に油彩で制作した肖像画である。1637年にプファルツ選帝侯家の2人の王子ルートヴィヒとループレヒト（英語名ではルパート）が亡命していたロンドンで描かれた。作品はルイ14世が1671年にケルン出身の銀行家エバーハルト・ジャバッハから購入し、現在、パリのルーヴル美術館に所蔵されている。

## 作品
ヴァン・ダイクは1631年から1632年の冬の間、故郷のアントウェルペンを後にし、デン・ハーグでオラニエ公フレデリック・ヘンドリックに仕えたが、プファルツ選帝侯フリードリヒ5世 (ボヘミア王でもあった) とその妻エリザベス・スチュアートにも仕えた。それから数年後に制作された本作に描かれている2人の兄弟カール1世ルートヴィヒとループレヒトは、フリードリヒ5世の息子たちである。
兄弟たちの父フリードリヒ5世が1632年に死去した後は、彼らの叔父のイングランド王チャールズ1世が彼らの保護者となった。少年たちは1635年から1637年の間イングランドに亡命していたが、父が三十年戦争で失ったプファルツ選帝侯領の再征服を目指してドイツ出征に備えていた。画面で彼らは鎧姿で表されており、彼らの出発前にチャールズ1世がヴァン・ダイクに本作を直接依頼したに違いない。
ヴァン・ダイクは特に二重肖像画を得意とした。カール1世ルートヴィヒとその弟ルパートを描いたこの二重肖像画では、巧みな人格描写と2人の人間関係の考察がなされている。聖ゲオルギウス騎士団のメダルを首に下げたルートヴィヒはほぼ正面を向き、その未来の選帝侯たる地位は、手にした笏と背後に垂れ下がる金の栄誉の織物で強調されている。ルバートは兄に身体を向けているものの、手の位置や遠方を見据えた思慮深いまなざしからは服従の気配は微塵も見られない。
1648年、カール1世ルートヴィヒはついにプファルツを奪還し、ルバートはやがてイングランド艦隊司令官になった。この絵画は数奇な運命を背負った兄弟たちが分かち合う憂愁の念を想起させ、長年ヴァン・ダイクの傑作の1つに数えられてきた。